# دندان‌ماهی جنوبگان
دندان‌ماهی جنوبگان (نام علمی: Dissostichus mawsoni) نام یک گونه از تیره یخ‌ماهیان روغنی است.